# Világkép

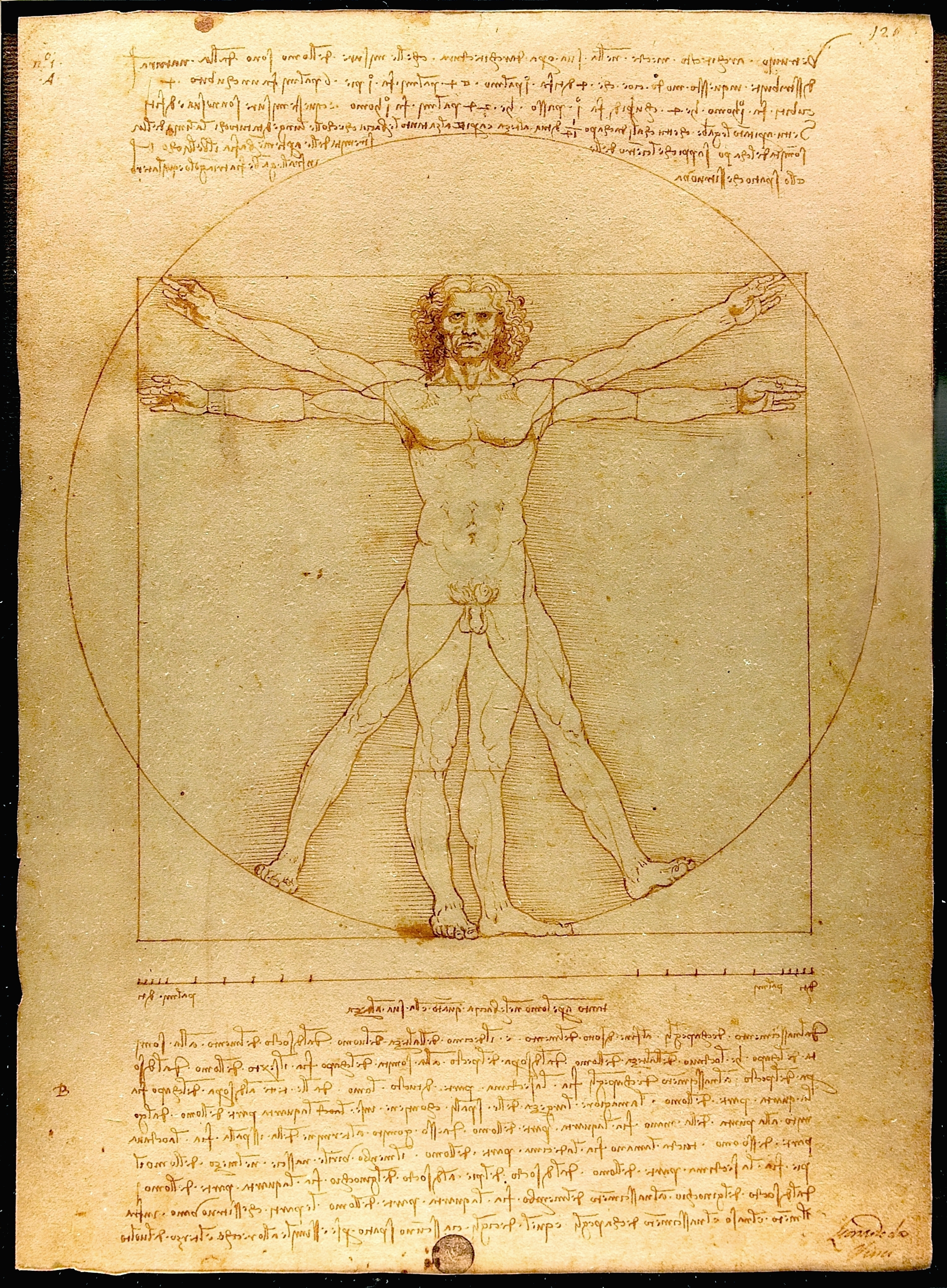
Leonardo da Vinci:Az ember

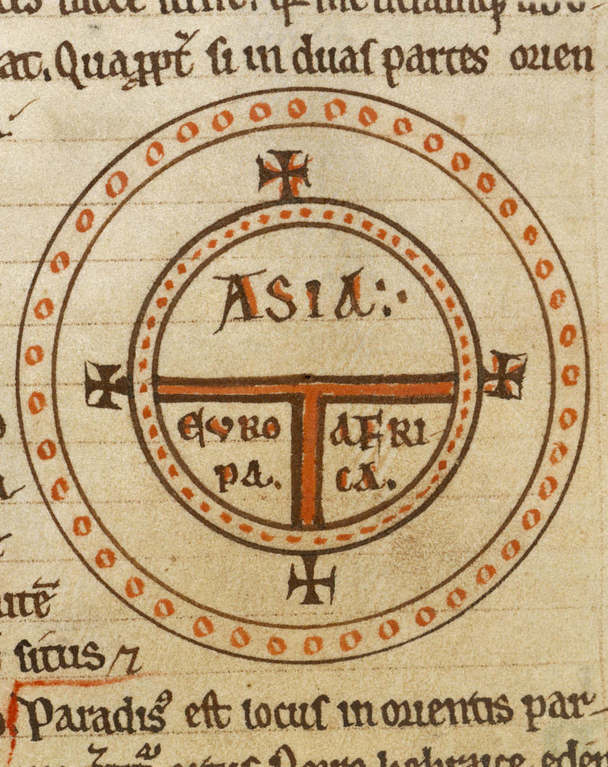
A világ térképe. Sevillai Szent Izidor Etymologiae sive Origines című enciklopédiájából

Ez a szócikk az egyes korok világképét mutatja be. Egy kor világképe mindabból az ismeretanyagból áll össze, melyet az egyes korok emberei a világról mondanak. Az emberi képességek alapján 3 világképtípust különböztetünk meg. A művésziek az érzékeken, a vallásosak a hiten, míg a tudományos/filozófiai világképek a ráción alapulnak.

## Mitikus világkép

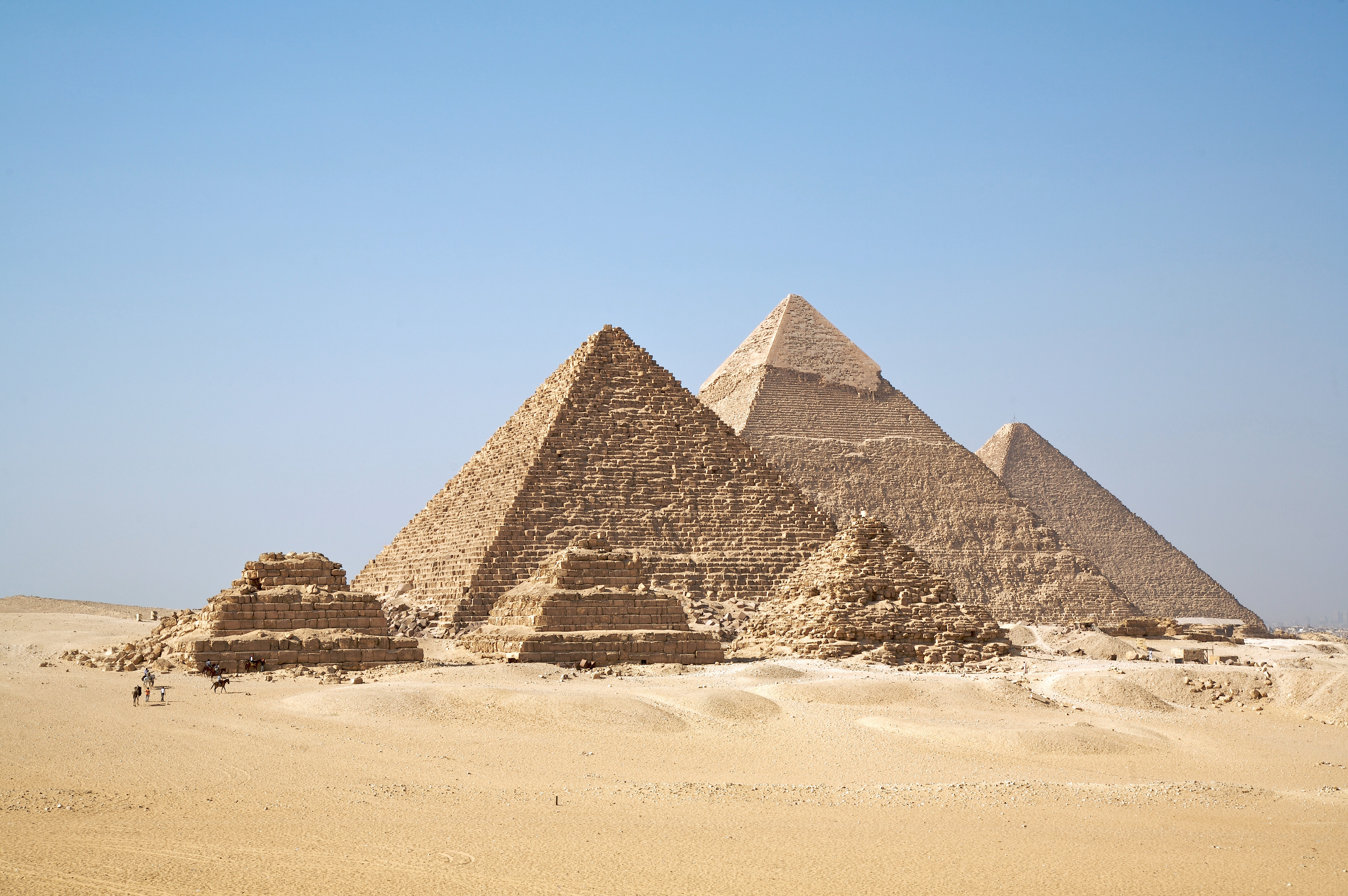
Gízai piramisok

A mitikus világkép alapjai egy társadalom mítoszainak összessége, azaz a mitológia. Az emberek a folyammenti civilizációk időszakában főként szimbólumokban, vagyis képekben gondolkodtak, ezt tulajdonképpen a fogalmi gondolkodás elődjének is tekinthetjük. Ennek legfőbb bizonyítéka [forrás?] a képírás. Ez a korszak a platóni filozófia megjelenéséig tart, de fontos megjegyezni, hogy ez az egyes népeknél más-más időpontban jelent meg.
A mítosz és vallás mint társadalmi jelenség, az ókorban nem volt szétválasztható, hiszen a mítoszok állandó és legfontosabb szereplői istenek voltak. A vallási elemek fő témáját az evilág és a túlvilág kapcsolata és az isten/istenek léte jelentette.
Általában többistenhit, politeizmus jellemzi ezt a korszakot. Az egyes isteneknek funkciója volt, az emberek által megismerhetőek voltak, cselekedeteikkel magukhoz hangolhatták őket. Az emberek a világot is két részre osztották aszerint, hogy mennyire ismerik azt. Az egyik az ismert világ, a másik az idegen világ, amit ellenségnek tekintettek. A mágia ezen ellenség legyőzésének eszköze volt.
Ebben az időszakban alakult ki, a mitikus képzetekkel párhuzamosan, az animizmus (anima = lélek), melynek lényege, hogy a természetfeletti a természetben megtalálható, ún. fétisekben. Ilyen szakrális tárgyak a fák és a kövek. Később amulettek formájában jelentek meg. Az emberben pedig a lélek feleltethető meg ennek. Emellett a totemizmusnak is nagy hagyományai voltak. A totemek szimbolikus jelentőséggel bírtak.

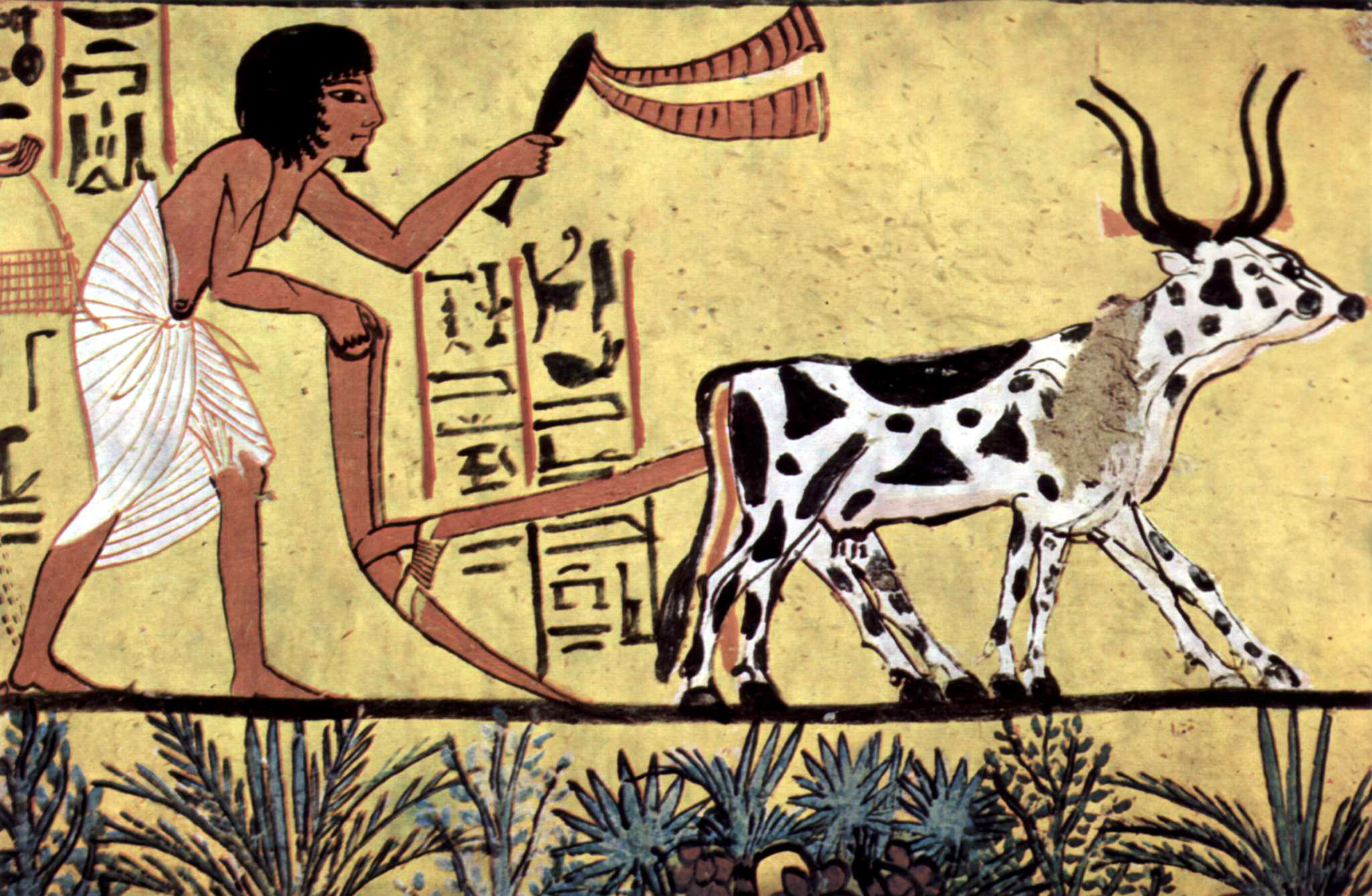
A földművelő ember (Egyiptom). Szennedzsem sírjának falfestménye

### Amítoszok
A mítoszok az egyes népek eredetét mesélik el. Az eredetmítoszok mellett a világ teremtése volt a fő témája. Ezek szerint egy isteni erő teremtette a világot a káoszból. A mítosz előadása a rítus, mely hagyománnyá alakul, olyan rendezett cselekvéssorrá, mely időközönként megismétlődik. Ezeket a rítusokat a sámán szervezte és irányította. A vadásztársadalmakban gyakran tartottak vadászati rítust is, ahol a sámán öltözött be a zsákmányállat bőrébe. A mítoszok leginkább barlangrajzokban és festményekben maradtak fenn. Különösen érdekes az özönvíz mítosza, mely a legtöbb nép kultúrájában megtalálható. Ezek közös jellemzője, hogy a rossz erkölcsű embereket által lakott világot elönti a víz, melyet csak a jók élhetnek túl, ezáltal megtisztul a világ. A másik közkedvelt mítosztípus a meghaló-feltámadó istenek mítosza. Az egyik legősibb mítosz, az Ozirisz-mítosz szerint Oziriszt, miután megszerezte Felső- és Alsó-Egyiptom birodalmát és boldogságot teremtett, Széth megölte és feldarabolta, de Ré parancsára az istenek újraélesztették Oziriszt.

### Korai tudományok
Erre a korra jellemző a képírás, majd a betűírás, végül a hangírás. Az írás segítette elő, hogy fennmaradjon a tudás, és azt átörökítsék a későbbi civilizációkra. A mezopotámiai Hold-naptár az nappalok és éjszakák, illetve az évszakok váltakozásán alapult. Az egyiptomiak a naptárukat a Nap mozgásához képest alakították ki. A naptárak megjelenése a fejlett csillagászatra utalnak. Ezeket a megfigyeléseket valószínűleg Mezopotámiában a zikkuratokról, Egyiptomban a piramisokról végezték el. Emellett fejlett volt az orvostudomány és a térképészet is.

## Antik világkép

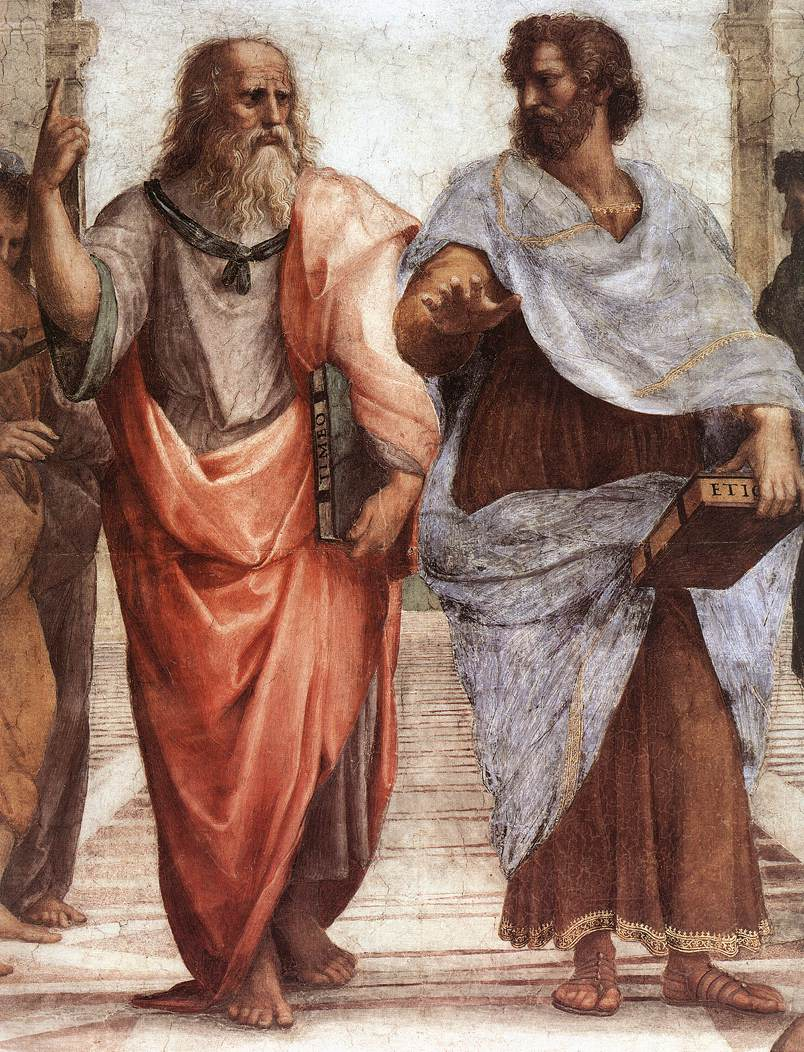
Platón és Arisztotelész

Az antik világkép az antik természetképből alakult ki, melyet Platón írt le, és Arisztotelész egészített ki. Arisztotelész (i. e. 384-322) összegezte és rendszerezte kora ismereteit, emellett biológiai munkássága is jelentős, hiszen rendszerbe sorolta az addig megismert állatokat. Az általa leírt világképben a mozgás a Priumum Mobile-től származik, aki az Első Mozgató, de önmaga mégis mozdulatlan. Maga a mindenség kerületén helyezkedik el, itt a leggyorsabb a mozgás, mely a középpont, a Föld felé csökken. Szerinte a Föld örökké mozog, de a középpontja nyugalomban van. A négy elem (föld, levegő, víz és tűz) mellett egy ötödik elem is létezik, abból állnak az égitestek. A világmindenséget koncentrikus szférák összességeként írta le, melynek középpontja a Föld, és külső rétege az állócsillagok halmaza. A kettő között helyezkedik el a Hold, a Nap, a Merkúr, a Vénusz, a Mars és a többi bolygó szférája, és az ellenható szférák. Arisztotelész szerint ezen 55 szféra és a négy elem szférájának összessége az univerzum. A négy elem tanával Da Caelo II. és III. könyve foglalkozik, melyben megfogalmazza, hogy a dolgok a négy elem különböző vegyülései, és hozzájuk tartozik a négy elsődleges minőség. Ennek megfelelően:
- A tűz meleg és száraz.
- A levegő meleg és nedves.
- A víz hideg és nedves.
- A föld hideg és száraz.

Tehát Arisztotelész geocentrikus világképe alapján a világ gömb alakú. Három részre osztható: szellemvilág, csillagvilág, elemi világ. A szellemvilág egy elemből áll, ez a Primum Mobile, vagy más néven Első Mozgató. A csillagvilágban helyezkednek el a Hold, a Nap, és a többi bolygó és csillag. Ezek számát 45-50 közé teszi Arisztotelész. Az elemi világban a négy őselem, az ásványok, a kőzetek, az állatok, a növények és az emberek találhatóak. Úgy gondolta, hogy ami a Primum Mobile-hoz van közelebb, abban több a szellem, és mennyisége csökken az elemi világ felé haladva. Míg az elemi világ legalján van a legtöbb anyag, és mennyisége a szellemvilág felé csökken.

## Középkori világkép
A középkor két részre oszthatjuk: patrisztika és skolasztika. A középkori organikus világkép alakult ki ebben az időszakban.

### Apatrisztika

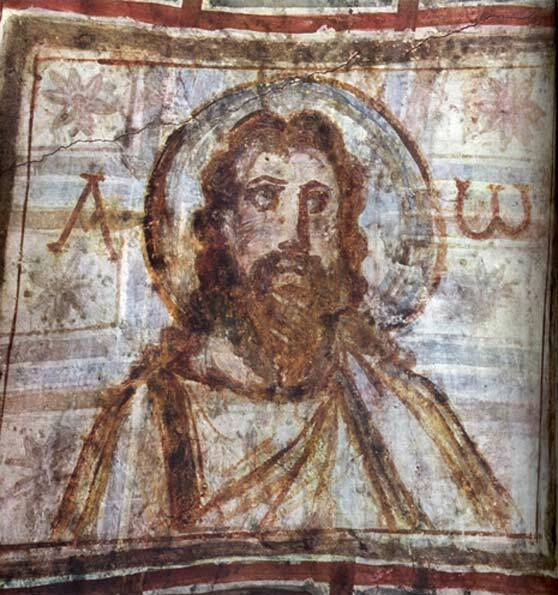
Krisztus ábrázolása a IV. századi Commodilla katakombából

A patrisztika korában a keresztények helyzete folyamatosan változott a Római Birodalomban. Krisztus tanai szerint meg kell adni a császárnak, ami a császáré, ahogy Istennek is megadják azt, ami Istené. A keresztény vallás és a Római Birodalom azonban ellentétbe kerültek, egy sajnálatos katasztrófa miatt. Néró uralkodása alatt, 64-ben Rómában, az „örök városban” tűzvész pusztított, a rómaiak magát a császárt vádolták a város felgyújtásával. Néró, hogy magát mentse, a keresztényekre terelte a gyanút. Ekkor kezdődtek a keresztényüldözések. Az összefogott keresztények életét látványos kivégzéseken vették el. Az eseményekről Tacitus is beszámolt, aki nem tartotta bűnösnek a keresztényeket, mégis tűrte a kivégzéseket. A császár keresztényüldözése ekkor még csak Rómára terjedt ki ugyan, de példája nyomán elterjedt az egész birodalomban. A későbbiekben folyamatos, de ingadozó mértékű fenyegetésben éltek a vallás követői. Ebben az időszakban sokan visszatértek elődeik hitére. Így a korábbi pogányok és a zsidók is a fenyegetettség nélküli életet választották inkább. Domitianus (81-96) uralkodása alatt nehéz sor jutott a keresztényeknek. A császár ugyanis felvette a „dominus et deus” címet, vagyis „úr és isten” volt egyszemélyben. Akik ezt nem ismerték el, felségárulás miatt bíróság elé állították. A jelenések könyve őrzi ezt az időszakot, mely szerint Róma a szentek vérével átitatott, „öltözött nagy parázna asszony”. A keresztények körében ennek következtében kialakult az új Róma-kép. Traianus (96-117) nem követelte meg, hogy istenként tiszteljék. Korában Bithünia tartományban igen elterjedt volt a keresztény vallás. Ennek következtében kiürültek a pogány templomok, az emberek pedig nem vették meg az áldozatnak szánt húst. Plinius, a tartomány helytartója keresztényeket fogatott össze és megkínozta, vagy kivégezte őket. A keresztények bizonyos napokon gyűltek össze napkelte előtt, ekkor Krisztusnak, mint Istennek énekeltek, de nem tettek semmi olyat, amit a római törvények tiltottak volna. A korban mégis elítéltek minden olyan embert, akinek keresztény neve volt, vagy csak megvádolták azzal, hogy a vallás követője. A római hatóságok vizsgálata két következtetésre jutott. Egyrészt a keresztények ellen felhozott vádak alaptalanok, viszont a régi vallás ellenségeinek tekintették magukat, vagyis a rendszer ellenfelei, ennek következtében betiltották a vallást. A pogány templomok újra megteltek, de a vallás fennmaradt. A Római Birodalomban nem volt egységes fellépés a keresztények ellen, ez a helytartók kiváltsága maradt. Az első keresztényüldözések nemhogy felszámolni nem tudták a keresztény vallást, de terjedését sem sikerült megállítaniuk.

### Askolasztika

Kép Luther Márton Bibliájából

A kereszténység a skolasztikában a Frank Birodalomban koncentrálódott. Itt gyűjtötték össze a hagyományos és a patrisztika korának keresztény elemeit, aminek következtében kialakulhatott az egységes keresztény vallás. A skolasztikában a latin nyelv térnyerését senki nem kérdőjelezi meg. A tudás is a kolostori iskolákban hagyományozódott át az újabb generációkra, magának a korszaknak a neve is ebből a mindenhol egységes elvek alapján szerveződő klerikus iskolák tanításaiból származik. Az iskolákban a patrisztika korában rendszerezett tudást terjesztették, céljuk az olyan felnőttek képzése volt, akik képesek a Biblia szerinti hit követésére és terjesztésére. A Pierre Abélard által kidolgozott skolasztikus módszer a hitigazságokat vizsgálta, rendszerezte, emellett meghatározta a tanítás folyamatát is. A bizonyítás is deduktív formában történt, vagyis először feltették a kérdést, majd az ellenérvek és az érvek következtek, végül a döntés meghozatalával, és az ellenérvek megcáfolásával zárult.
Már Platón és Arisztotelész is foglalkozott az univerzáliák-reáliák kérdésével, de az ún. univerzálé-vita a skolasztikában bontakozott ki. A realisták azt állították, hogy az általános nagyobb érvényeséggel bír, mint az egyes. Ezzel szemben a nominalisták szerint csak az egyes dolgok léteznek, az általánosságok csak fogalomként jelennek meg, vagyis a fogalmakat az ész hozza létre, míg a dolgokat nem. A realisták Platón, a nominalisták pedig Arisztotelész tanait tekintik meghatározónak. A realista Johannes Scotus Erigena (810-877) a következőképpen értelmezi Istent: „a körforgásban lévő világ szüntelen visszatér hozzá s tőle veszi kezdetét. Istentől származnak az általános fogalmak, azokból pedig az egyes dolgok.” A szintén realista Canterburyi Szent Anzelm (1033-1109) a gondolkodást a hit alá rendeli. A létező fogalmakat az egyes dolgok bizonyítékának tekinti, vagy Isten fogalmának létezése bizonyítékul szolgál Isten valódi létére is. A nominalista Roscellinus (kb. 1050-1120) szerint a fogalmak az ember alkotásai és a valóság az egyes dolgokból áll. Roscellinus mondta, hogy az univerzálék a dolgokban vannak (universalia in rebus).
A 8-15. sz. között a kereszténységre jelentős hatást gyakorolt az muzulmán és a zsidó kultúra. Mindhárom eszmerendszer a görög filozófián alapszik, de a középkorban az arab tudomány és filozófia eredményesebben alkalmazta az arisztotelészi tanakat. Az iszlám és zsidó ismeretek együtt gyakoroltak jelentős hatást a keresztény Európára, főként a Földközi-tenger partvidékén. A muzulmán filozófusok közül Avicenna (980-1037),a  keleti iszlám és Averroes (1126-1198), a nyugati iszlám képviselői; illetve a zsidó Maimonidész (1135-1204) munkái a legjelentősebbek. A keresztény, iszlám és zsidó ismeretek a keresztes háborúk (1096-1270) korában keveredtek leghatásosabban. Az eredmények a tudományos és filozófiai ismeretek keveredése mellett a kereskedelemben és a gazdaságban mutatkoztak meg. Lefordították Arisztotelész műveit, melyek két szerzetesrend filozófiájának is alapot adott. A Domonkos-rend kötelékeibe tartozott Albertus Magnus és Aquinói Szent Tamás, míg ferences rendi szerzetes volt Roger Bacon és Alexander Halensis, akik mind meghatározó személyiségei voltak a virágzó skolasztikának. Universitasok alakultak, melyek ugyan a pápaság ellenőrzése alá tartoztak, de nagyobb függetlenséget kaptak, mint a kolostori iskolák.
A középkor jelentősebb egyetemei: Bologna (1088), Párizs (1150 körül), Oxford (1167), Salerno(1173), Cambridge (1229), Valencia (1208), Padova (1222), Toulouse (1229), Salamanca (1243), Sevilla (1254), Montpellier (1289), Orleans (1309), Grenoble (1339), Pisa (1343), Krakkó (1364), Pécs (1367), Heidelberg (1385), Ferrara (1391).

### Aközépkoriorganikus világkép (Aquinói Szent Tamás)

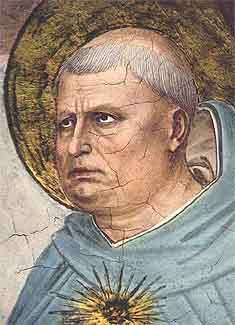
Aquinói Szent Tamás

A középkori organikus világképet a 13. században élt Aquinói Szent Tamás határozta meg Platón és Arisztotelész filozófiája nyomán. Ezek szerint az univerzum három világból áll: szellem-, csillag- és elemi világ. Legfelül az Isten, míg legalul a Pokol helyezkedik el. Mindegyik világ kilenc szférából áll, melyek egymással leszármazási kapcsolatban állnak. Továbbá az elemi világ részei a négy elem különböző keveredéséből jöttek létre és a többiben is a szellem és a lélek állandó mértékben nyilvánul meg.
- Isten
- Szellemvilág: Szeráfok, Kerubok, Trónok, Uralmak, Erények, Hatalmak, Fejedelemségek, Arkangyalok, Angyalok
- Csillagvilág: Primum Mobile/Első Mozgató, Firnament/Csillagok kristálygömbje, Szaturnusz, Jupiter, Mars, Nap, Vénusz, Merkúr, Hold
- Elemi világ: Ember, Állatok, Növények, Fémek, Kövek, Tűz, Levegő, Víz, Föld
- Alvilág/Pokol

## Reneszánsz világkép
A 14-16. században az európai művelődést az ellentétes ideológiák és vallások együttesen határozták meg. A skolasztikára jellemző logikus gondolkodásmódot egyre inkább felváltotta a tapasztalatokon nyugvó, tudományos gondolkodásmód. A lakosság 80 millióról 100 millióra nőtt Európában, döntő többségük még mezőgazdaságból, vagy céhes iparból élt. A humanizmusnak köszönhetően kialakultak a nemzeti kultúrák. Kezdetben latin nyelven jelentek meg az egyes népek történetét és kultúráját bemutató kiadványok, később, a reformáció hatására széles körben használni kezdték a nemzeti nyelveket. A 15. században 33, a 16. században 15 új egyetemet alapítottak. Ezek közül a legjelentősebbek: Prága (1347), Krakkó (1346), Bécs (1365), Köln (1388), Lipcse (1409), Saint Andrews (1413), Leuven (1425), Bázel (kb. 1459), Uppsala (1477), Koppenhága (1478).

### A humanizmus

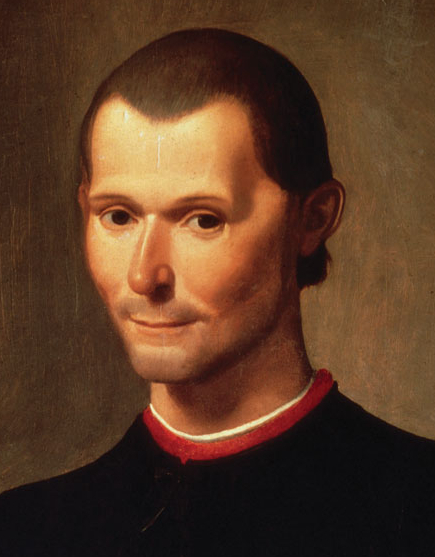
Niccolo Machiavelli – olasz filozófus

A humanizmus szó a latin humanus, azaz emberi szóból ered. Egy olyan irányzatot értünk alatta, melynek célja az ember jobbá tétele szellemi és erkölcsi műveltség által. Más megközeltítésben az új humanista korszakot antik görög és római kulturális példákkal magyarázhatjuk. Valójában három korszakot sorolhatunk ide: a reneszánsz, a 18-19. század új humanizmusa és a 20. század ún. harmadik humanizmusa. Eredetileg a homo humanus (emberies ember) alatt római polgárt értettek, míg a barbárokat a homo barbarus kifejezéssel illették. A humanizmus története tehát a Római Köztársaság utolsó időszakáig vezethető vissza. A 19. századtól azonban a humanizmus a sötét középkor és a felvilágosult újkor közti átmenetet jelöli. A reneszánsz tehát az antik kultúra újjászületése, a korszak meghatározó ideológiája pedig a humanizmus. Ebben a korszakban az arisztotelészi hagyományok felelevenítése mellett megjelent a platonizmus, majd később a Marsilio Ficino (1433-1499) által Firenzében alapított akadémia által ápolt neoplatonizmus. A humanisták bírálták a természettudományokat, tanításukba, a studia humanitatis anyagába azonban bekerült a matematika és a medicína. A studia humanitatis később az egyetemek tantervében is helyett kapott.